# یاروسلاوا شالرووا
یاروسلاوا شالِـرووا (چکی: Jaroslava Schallerová؛ زادهٔ ۲۵ آوریل ۱۹۵۶) بازیگر و ستاره سینمای اهل جمهوری چک است.
از فیلم‌هایی که در آن نقش داشته می‌توان به والری و هفته عجایبش و اکسیر شیطان (۱۹۷۳) اشاره نمود.